# Portishead
Portishead és el nom d'un grup musical britànic, amb tendència Trip Hop, format a Bristol l'any 1991.

## Discografia
- 1994 Dummy núm. 2 al Regne Unit, núm. 79 als EUA
- 1995 Glory Times
- 1997 Portishead núm. 2 al Regne Unit, núm. 21 als EUA
- 1998 Roseland NYC Live (gravació d'un concert) núm. 40 al Regne Unit, núm. 155 als EUA
- 2002 Out of Season (Beth Gibbons & Rustin Man)
- 2008 Third